# Orbroich
Orbroich war bis 1913 eine eigenständige Gemeinde im damaligen Kreis Kempen in der preußischen Rheinprovinz. Ihr ehemaliges Gebiet gehört heute zu den beiden Städten Kempen und Krefeld in Nordrhein-Westfalen.

## Geographie
Der heute zu Krefeld gehörige Teil von Orbroich liegt nördlich des Ortskerns des Krefelder Stadtteils Hüls und erstreckt sich im Wesentlichen als Streusiedlung beiderseits der drei Straßen Vorderorbroich, Mittelorbroich und Hinterorbroich. Der Kempener Teil von Orbroich umfasst den östlichen Ortsrand von St. Hubert und das östlich anschließende Gebiet bis zur Stadtgrenze zwischen Kempen und Krefeld. Die Gemeinde Orbroich umfasste 1885 eine Fläche von 19,6 km².

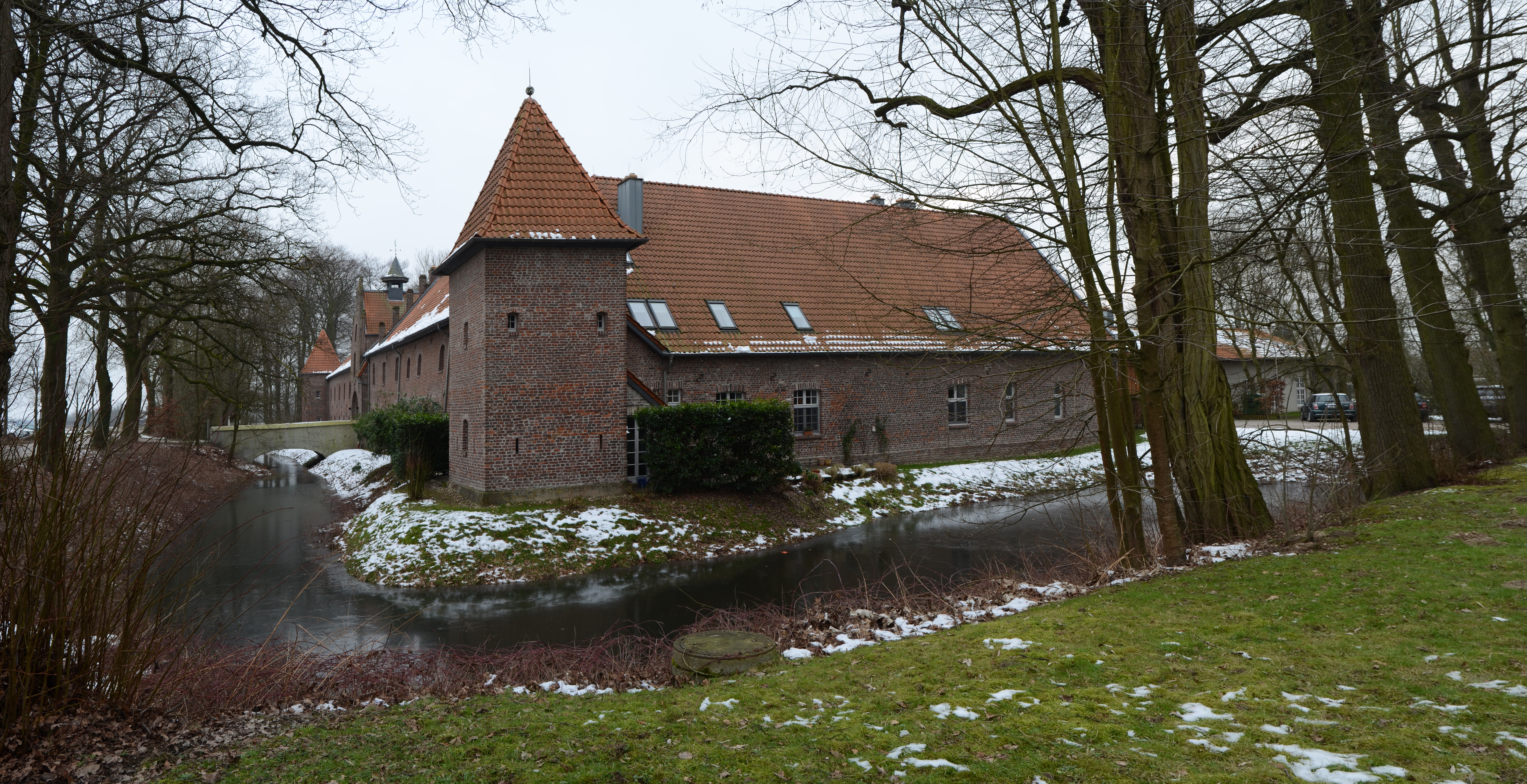
Haus Gastendonk in Orbroich

## Geschichte
Orbroich war ursprünglich eine Honnschaft im kurkölnischen Amt Kempen und seit der Franzosenzeit neben Broich eine der beiden  Landgemeinden der Bürgermeisterei St. Hubert im preußischen Kreis Kempen. Am 1. April 1913 wurde Orbroich mit Broich zur Gemeinde St. Hubert zusammengeschlossen. Am 1. April 1936 wurde der östliche Teil von Orbroich aus der Gemeinde St. Hubert in die Gemeinde Hüls umgegliedert. St. Hubert mit dem Westteil von Orbroich wurde 1970 nach Kempen eingemeindet. Hüls mit dem Ostteil von Orbroich kam 1970 zunächst auch zu Kempen, wurde aber 1975 nach Krefeld umgemeindet.

## Einwohnerentwicklung
| Jahr | Einwohner | Quelle |
| ---- | --------- | ------ |
| 1864 | 1990      | [ 4 ]  |
| 1885 | 1977      | [ 1 ]  |
| 1910 | 1975      | [ 5 ]  |

Der Krefelder Teil von Orbroich gehört zum Krefelder statistischen Bezirk 191 Orbroich/Hülser Bruch, der ca. 800 Einwohner hat.

## Baudenkmäler
Baudenkmäler im Kempener Teil von Orbroich sind der Raveshof mit Scheune und Berfes, der Geneigenhof sowie das ehemalige Spritzenhaus am Hannerhof. Im Krefelder Teil von Orbroich stehen der Hof Düwel, der Stengshof, der Hof Mittelorbroich 34, das Haus Gastendonk, das Heiligenhäuschen Hinterorbroich sowie die ehemalige Schule Vorderorbroich unter Denkmalschutz.